# Australian Open 2018 (turniej legend mężczyzn)
Australian Open 2018 – turniej legend mężczyzn – zawody deblowe legend mężczyzn, rozgrywane w ramach pierwszego w sezonie wielkoszlemowego turnieju tenisowego, Australian Open. Zmagania miały miejsce pomiędzy 20–25 stycznia na twardych kortach Melbourne Park w Melbourne.

## Drabinka

#### Klucz
- w/o – walkower
- k – krecz
- d – dyskwalifikacja
- Q – kwalifikant
- WC – dzika karta
- LL – szczęśliwy przegrany
- Alt – zawodnik zastępczy
- PR – ochrona rankingu
- SE – specjalna przepustka
- ITF – ranking ITF
- JE – ranking juniorski

### Grupa Newcombe
|  |                                | John McEnroe Patrick McEnroe | Thomas Johansson Mats Wilander  | Pat Cash Mark Woodforde      | Mansur Bahrami Fabrice Santoro  | Mecze W–L | Sety W–L | Gemy W–L | Miejsce |
|  | John McEnroe Patrick McEnroe   |                              | 3:4(3), 4:1, 2:4 20 stycznia    | nie rozegrano                | 2:4, 4:0, 4:3(1) 21 stycznia    | 1–1       | 3–3      | 19–16    | 2.      |
|  | Thomas Johansson Mats Wilander | 4:3(3), 1:4, 4:2 20 stycznia |                                 | 3:4(4), 2:4 23 stycznia      | 4:3(2), 1:4, 3:4(4) 24 stycznia | 1–2       | 3–5      | 22–28    | 4.      |
|  | Pat Cash Mark Woodforde        | nie rozegrano                | 4:3(4), 4:2 23 stycznia         |                              | 2:4, 4:3(1), 4:1 22 stycznia    | 2–0       | 4–1      | 18–13    | 1.      |
|  | Mansur Bahrami Fabrice Santoro | 4:2, 0:4, 3:4(1) 21 stycznia | 3:4(2), 4:1, 4:3(4) 24 stycznia | 4:2, 3:4(1), 1:4 22 stycznia |                                 | 1–2       | 4–5      | 26–28    | 3.      |

### Grupa Roche
|  |                                  | Henri Leconte Mark Philippoussis | Thomas Enqvist Todd Woodbridge | Wayne Ferreira Goran Ivanišević | Jacco Eltingh Paul Haarhuis     | Mecze W–L | Sety W–L | Gemy W–L | Miejsce |
|  | Henri Leconte Mark Philippoussis |                                  | 4:3(2), 4:2 25 stycznia        | 3:4(3), 3:4(1) 20 stycznia      | 4:3(1), 1:4, 3:4(4) 21 stycznia | 1–2       | 3–4      | 22–24    | 3.      |
|  | Thomas Enqvist Todd Woodbridge   | 3:4(2), 2:4 25 stycznia          |                                | 2:4, 3:4(2) 22 stycznia         | 1:4, 4:1, 3:4(4) 23 stycznia    | 0–3       | 1–6      | 18–25    | 4.      |
|  | Wayne Ferreira Goran Ivanišević  | 4:3(3), 4:3(1) 20 stycznia       | 4:2, 4:3(2) 22 stycznia        |                                 | 4:1, krecz 24 stycznia          | 3–0       | 5–0      | 20–12    | 1.      |
|  | Jacco Eltingh Paul Haarhuis      | 3:4(1), 4:1, 4:3(4) 21 stycznia  | 4:1, 1:4, 4:3(4) 23 stycznia   | 1:4, krecz 24 stycznia          |                                 | 2–1       | 4–3      | 21–20    | 2.      |